# Ламииды
Ламииды — дочерняя группа (клада) неопределённого ранга, входящая в состав клады  Астериды, которая включается в более крупную кладу Суперастериды, которая включается в кладу Эвдикоты  в системах классификации Покрытосеменных, разработанных «Группой филогении покрытосеменных» (Angiosperm Phylogeny Group, APG) — APG I (1998), APG II (2003), APG III (2009) и APG IV (2016).
В соответствии с определениями последней версии системы APG IV (2016) традиционные научные латинские названия таксономических рангов выше Порядка (лат. ordo), такие как Класс (лат. classis) и Отдел (лат. divisio), не употребляются, вместо них используются англоязычные эквиваленты без уточнения иерархического положения, которое заменяется общим термином клада.
Название клады Ламииды (англ. Lamiids) отражает историческое наследование основного состава этой группы от порядка Ясноткоцветные (Lamiales).

## Состав клады в APG IV[2]
В группу «Ламииды» в Системе классификации APG IV (2016) входят следующие таксоны (семейства, входящие в состав порядков, в списке не приведены):
клада Цветковые (англ. Angiosperms)
клада Эвдикоты (англ. Eudicots)
клада Суперастериды (англ. Superasterids)
клада Астериды (англ. Asterids)
клада Ламииды (англ. Lamiids)
Порядок Паслёноцветные (Solanales)
Порядок Ясноткоцветные (Lamiales)
ⓃПорядок Валиецветные (Vahliales)
Порядок Горечавкоцветные (Gentianales)
ⓃПорядок Бурачникоцветные (Boraginales)
Порядок Гарриецветные (Garryales)
ⓃПорядок Меттениусоцветные (Metteniusales)
ⓃПорядок Икациноцветные (Icacinales)